# 陈光 (1905年)
陈光（1905年2月24日—1954年6月7日），原名陈世椿，湖南宜章栗源堡人，中国人民解放军高级将领。
陈光曾参加湘南起义。第一次国共内战时期，陈光历任红四军连长、红四军一纵队大队长、红四军一支队副大队长、红四军一支队大队长、红四军一支队副支队长、红四军一支队支队长、十师三十团团长、十师参谋长、红四军十二师师长、红四军十一师师长、少共国际师师长、红十五师师长、红二师师长、红四师师长、红一军团代军团长，参加长征。中国抗日战争时期，陈光任八路军115师343旅旅长、115师代理师长。第二次国共内战时期，任东满军区副司令员、辽吉军区副司令员、东北民主联军第6纵队司令员、松江军区司令员、第四野战军副参谋长。中华人民共和国成立后，任广东军区副司令员兼广州警备区司令员，不久以“反党”罪名被开除党籍、监禁。1954年6月7日，陈光在武汉自焚身亡。

## 生平

### 早期生涯
陈光10岁入读私塾，因贫困于14岁弃学务农。1926年，陈光开始从事农民运动，任栗源堡农协会会员。1927年年底加入中国共产党。1928年初，陈光参加湘南起义，组建栗源堡赤卫队，后率部加入朱德、陈毅率领的南昌起义残部，随军至井冈山与毛泽东率领的秋收起义部队会师。

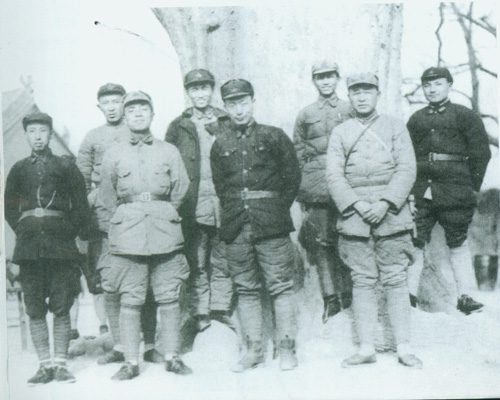
1936年2月，红一军团、红十五军团部分领导干部在陕西淳化合影。前排左起：王首道、杨尚昆、聂荣臻、徐海东。后排左起：罗瑞卿、程子华、陈光、邓小平。

会师后，陈任中国工农红军红四军连长。1929年春，陈随红四军进军江西、福建，6月升任红四军一纵队大队长，10月，参加进攻广东梅县的战斗，率一个大队阻击国民革命军3个团，掩护全军撤出县城。
1929年10月起，陈光历任红四军一支队副大队长，大队长，副支队长，支队长。1930年10月起，任红一军团四军十师三十团团长、师参谋长。1931年12月任红四军十二师师长。1932年3月，陈光调任十一师师长。1933年5月，陈光任少共国际师师长，红十五师师长，红一军团二师师长，参与历次反围剿战争。1933年，陈光荣获中革军委授予的二等红星奖章。
1934年10月，陈光参加长征，期间率红二师负责前卫战斗，在红一军团军团长林彪指挥下参加了强渡乌江、进攻遵义、四渡赤水、飞夺泸定桥、攻占腊子口等激烈战斗。1935年红一方面军与陕北红军会师后，陈光任红四师师长，参加直罗镇战役和东征战役。1936年6月，陈光入抗日红军大学学习。西安事变的时候，林彪赴西安，由陈光代理红一军团军团长。

### 抗日战争时期

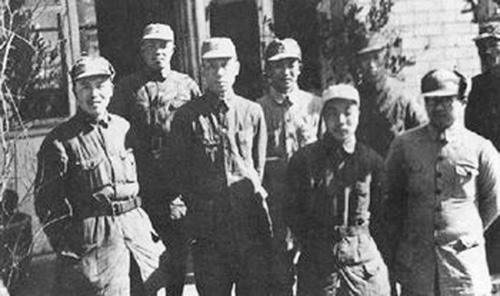
1942年，刘少奇视察115师与山东军区，自左为黎玉、周长胜、刘少奇、陈光、萧华、梁兴初、罗荣桓

1937年红军改编为八路军后，陈光任115师343旅旅长，投入抗日战争。陈光参与了平型关战役和广阳战斗。不久，陈光升任115师副师长。
1938年3月，由于115师师长林彪受伤被送回延安急救，陈光任第115师代理师长。随后，陈光指挥部队进行午城井沟战斗，开辟晋西南根据地。1938年12月，陈光与罗荣桓率领师直与686团等部队到达晋东南，组成东进支队，向山东进军:98。1939年3月，东进支队进入鲁西郓城地区，全歼樊坝伪军一个团，扩大八路军的影响:99。5月，同罗荣桓指挥陆房战斗，陈光在陆房战斗中判断失误，造成部队被动，处境一度十分危急，虽然最终突围成功，但也造成了一定损失，有些干部指责陈光“指挥失误”。后来，这件事成为陈光蒙冤的一大“罪状”。突出日军包围后，派东进支队大部，东越津浦路进入鲁南地区:105。8月，与罗荣桓指挥部队在梁山地区歼灭日军长田敏江少佐以下300余人:110。此后，115师部队先后在鲁西、鲁南、冀鲁边、鲁中、滨海地区发动群众，建立抗日民主政权，发展人民武装，巩固和扩大抗日根据地。1940年2月，与罗荣桓指挥三打白彦，歼日军800余人。
1941年，成立山东军政委员会，陈光任委员。同年冬，与罗荣桓指挥沂蒙山反铁壁大“扫荡”。1943年3月，陈光返回延安，入中共中央党校学习。1944年5月，中共中央党校通过了《陈光同志的历史总结》。称陈光“是我党有数的军事人材之一”。1945年，陈光参加了中共七大，并成为代表资格审查委员会委员。在审查工作中，陈光在代表人选问题上，提出了一些不同看法。不料有人以“陈光欲抵制党代会”为由，直接上书毛泽东，指斥其有“反党行为”，这也成为陈光后来蒙冤的又一“罪状”。

### 第二次国共内战与建国初期
抗日战争胜利后，陈光同高岗、李富春等前往东北，并参与组织在黑山抵抗国军进攻。11月，陈光任东满军区副司令员。1946年2月，陈光任辽吉军区副司令员兼参谋长，参与指挥攻打长春、拉法、新站等战斗。1946年11月，陈光任东北民主联军第6纵队司令员，参加三下江南、四保临江战役。1947年5月，陈光任松江军区司令员兼哈尔滨卫戍司令员。1949年4月，陈光率部随第四野战军南下，任第四野战军兼华中军区副参谋长。在东北期间，陈光与林彪曾多次发生冲突；四野在北平朝阳门内“九爷府”高级干部南下动员会上，未征罗荣桓首肯，林彪公开点名批评陈光“居功自傲”。
中华人民共和国成立后，陈光于1950年1月任广东军区副司令员兼广州警备区司令员。不久，陈光在掌握港、澳、台的情报工作政策时，表现得主观、简单和不够审慎，以致出现一些较大的错误。同时，他从局部利益出发，将老家湖南宜章的一些烈士子弟和知识青年招来广州，办起了训练班。因此，陈光与广东军区司令员叶剑英又发生激烈冲突。7月23日，广东军区参谋长李作鹏奉命以“反党”罪名将其软禁。其后，陈光被开除党籍，押送武汉，在中南军区部队监视下居住。其间，梁必业、刘兴元奉命面劝其承认错误，但遭拒绝。1954年6月7日，陈光在武汉自焚身亡。1955年10月11日，中共七届六中全会上，毛泽东在做结论时说道：“谁不犯一点错误呢？无论是谁，总要犯一些错误的，有大有小。不可救药的人总是很少的，比如陈独秀、张国焘、高岗、饶漱石，还有陈光、戴季英。除了这样极少数之外，其他的人都是能够挽救的，都是能够经过同志们的帮助去改正错误的。”1988年4月，中共中央为陈光平反，恢复党籍和名誉。